# Evangelie volgens Matteüs
Het Evangelie volgens Matteüs (vaak kortweg Matteüs of Mattheüs genoemd) is een van de vier evangeliën in het Nieuwe Testament van de christelijke Bijbel. Het behoort tot de drie synoptische evangeliën. De evangeliën worden traditioneel afgedrukt in de volgorde Matteüs, Marcus, Lucas, Johannes.

## Auteur

### Traditie

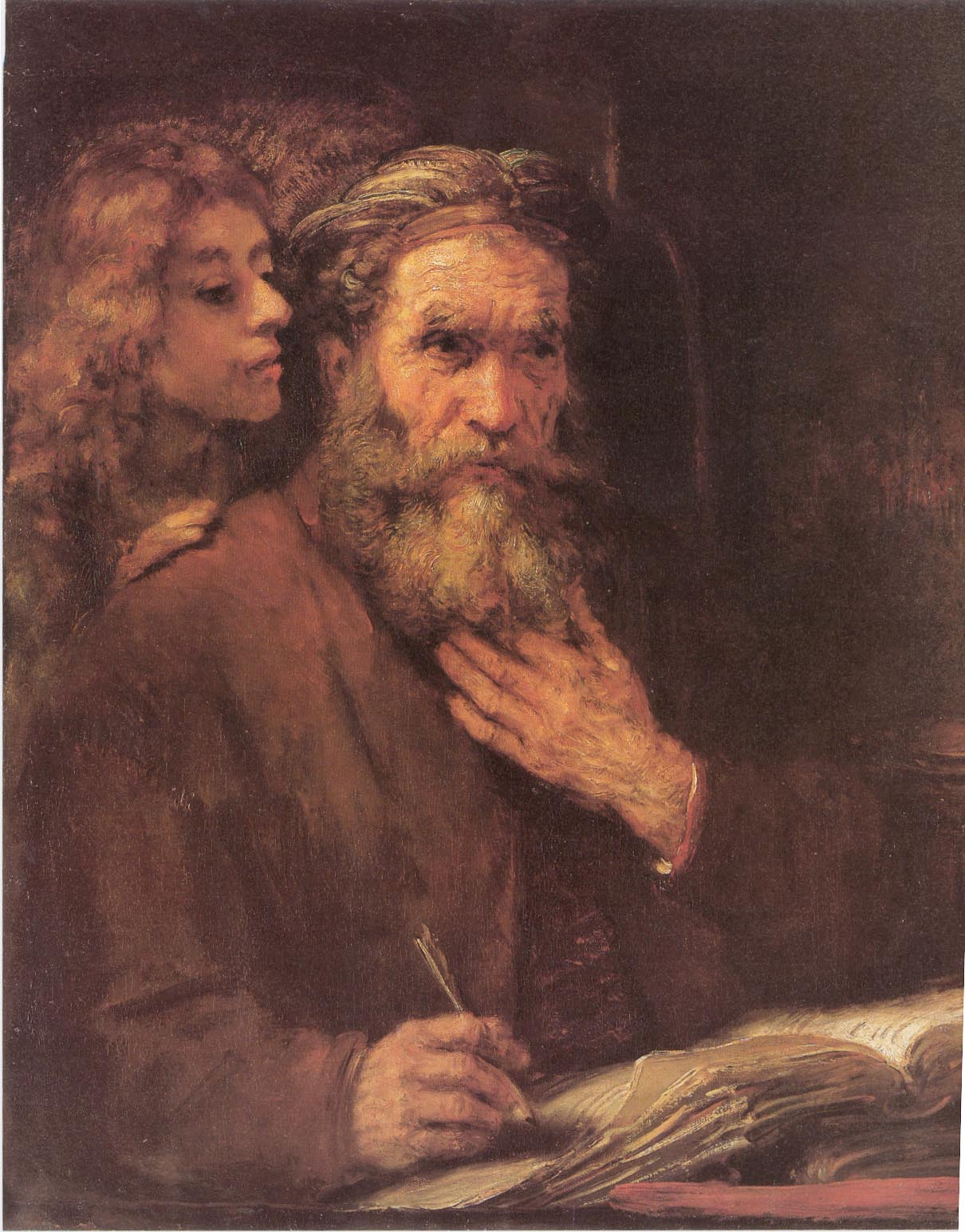
Matteüs wordt geïnspireerd door een engel. Rembrandt van Rijn (1661).

Het Evangelie volgens Matteüs vermeldt geen auteur. In de christelijke traditie wordt de apostel Matteüs als auteur beschouwd. Die apostel was een Joodse tollenaar – een belastingontvanger – die een discipel van Jezus Christus werd. De vroegste melding van Matteüs als auteur vinden we bij Eusebius die in zijn kerkgeschiedenis (323 n.Chr.) Papias citeert die meldt dat Matteüs de logia (woorden, spreuken) van de Heer in het Hebreeuws opschreef. De precieze vertaling en duiding van de melding van Papias levert echter problemen op. Daarnaast suggereert Papias dat de evangeliën van Marcus en Matteüs onafhankelijk van elkaar tot stand zijn gekomen, iets dat zeker onjuist is.

### Wetenschappelijke consensus
De consensus onder Bijbelwetenschappers is dat het Matteüs-evangelie geschreven is door een anonieme christen. Er zijn verschillende redenen om aan te nemen dat het niet de apostel Matteüs was:
- Ten eerste zou het voor de hand liggen dat de apostel zich zou introduceren, of op zijn minst zou zinspelen op het feit dat hij persoonlijk getuige is geweest van een deel van de in het evangelie beschreven gebeurtenissen.
- Ten tweede is de auteur van het evangelie goed bekend met het Grieks en met de Hebreeuwse Bijbel, twee dingen die we niet direct van een eenvoudige Joodse overheidsambtenaar verwachten.
- Ten derde lijkt de theologie van het evangelie meer te passen bij een tweede-generatiechristen dan bij een bekeerling van de eerste generatie.
- Ten vierde: de auteur van Matteüs heeft gebruik gemaakt van het Marcusevangelie, wat onder andere blijkt uit het feit dat Matteüs en Marcus 600 verzen gemeen hebben (Marcus bevat 661 verzen). Het is onwaarschijnlijk dat als de auteur van Matteüs een apostel en ooggetuige van het leven van Jezus was, hij gebruik zou maken van de tekst van Marcus, die zelf geen ooggetuige was, laat staan bij het verhaal over Matteüs' eigen roeping tot leerling.

Men neemt tegenwoordig meestal aan dat de auteur van Matteüs een Jood moet zijn geweest met een sterke betrokkenheid op de Thora – mogelijk een schriftgeleerde – die zich na Jezus' dood tot het christendom bekeerde.

## Datum van ontstaan

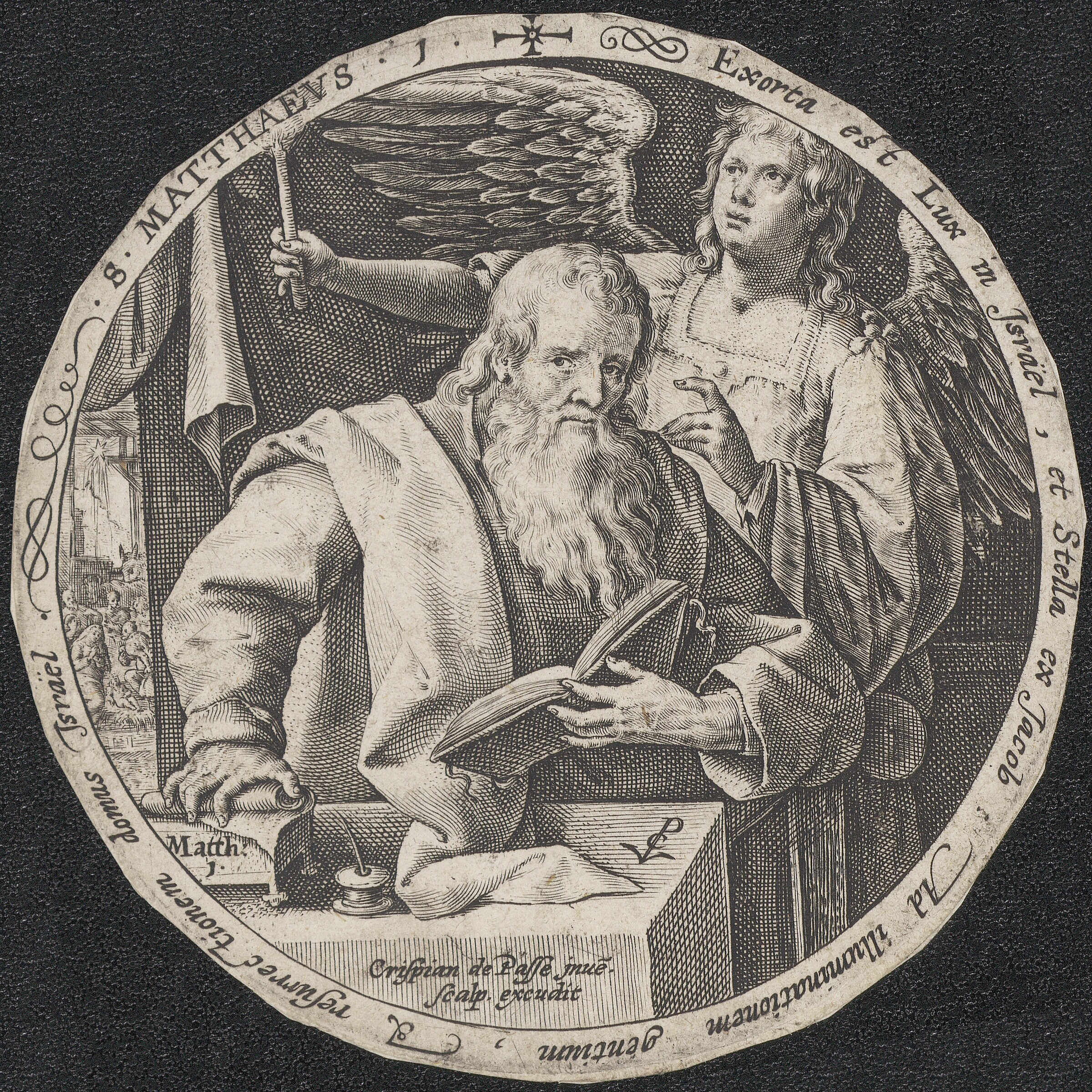
Prent van de evangelist Matteüs (Crispijn van de Passe de Oude)

De traditionele interpretatie waarin de apostel Matteüs als auteur wordt beschouwd, leidt tot een datering van rond 50 n.Chr.
Wanneer we uitgaan van de 'prioriteit van Marcus' (de aanname dat van de drie synoptische evangeliën dat van Marcus het oudste is en de andere twee zich gedeeltelijk gebaseerd hebben op Marcus, zie verder synoptische vraagstuk), dan is het evangelie van Matteüs in ieder geval jonger dat van Marcus. Ook de inhoud, die aanwijzingen bevat dat er ten tijde van het ontstaan van de tekst al een zekere institutionering in het vroege christendom plaats heeft gevonden, suggereert een ontstaan tegen het einde van de eerste eeuw. 
De wetenschappelijke consensus is daarom dat het evangelie waarschijnlijk is ontstaan aan het eind van de 1e eeuw, enige tijd na de Joodse Oorlog en de verwoesting van Jeruzalem in 70 n.Chr., zo tussen 80 en 90 n.Chr.

## Lezers
Het evangelie werd waarschijnlijk geschreven voor een gemeenschap bestaande uit zowel heidenchristenen (niet-Joodse bekeerlingen) als tot het christendom bekeerde Joden. Afgaande op de tekst is het aannemelijk dat het ging om een relatief welvarende christengemeenschap in een stedelijke omgeving in de buurt van Palestina. Veel onderzoekers gaan er dan ook van uit dat het evangelie ontstaan is in Antiochië (toen de hoofdstad van de Romeinse provincie Syria). De gemeenschap had waarschijnlijk te maken met sociale en religieuze weerstand, van de kant van zowel Joden als heidenen. Matteüs spreekt over haat, vervolging, geseling in synagogen, rechtszaken, over christenpredikers die verjaagd worden uit steden en over christenen die gedood worden. Het is aannemelijk dat de aandacht die de auteur hieraan besteedt vooral te maken heeft met de moeilijkheden die hij en zijn lezers ondervonden.

## Taal

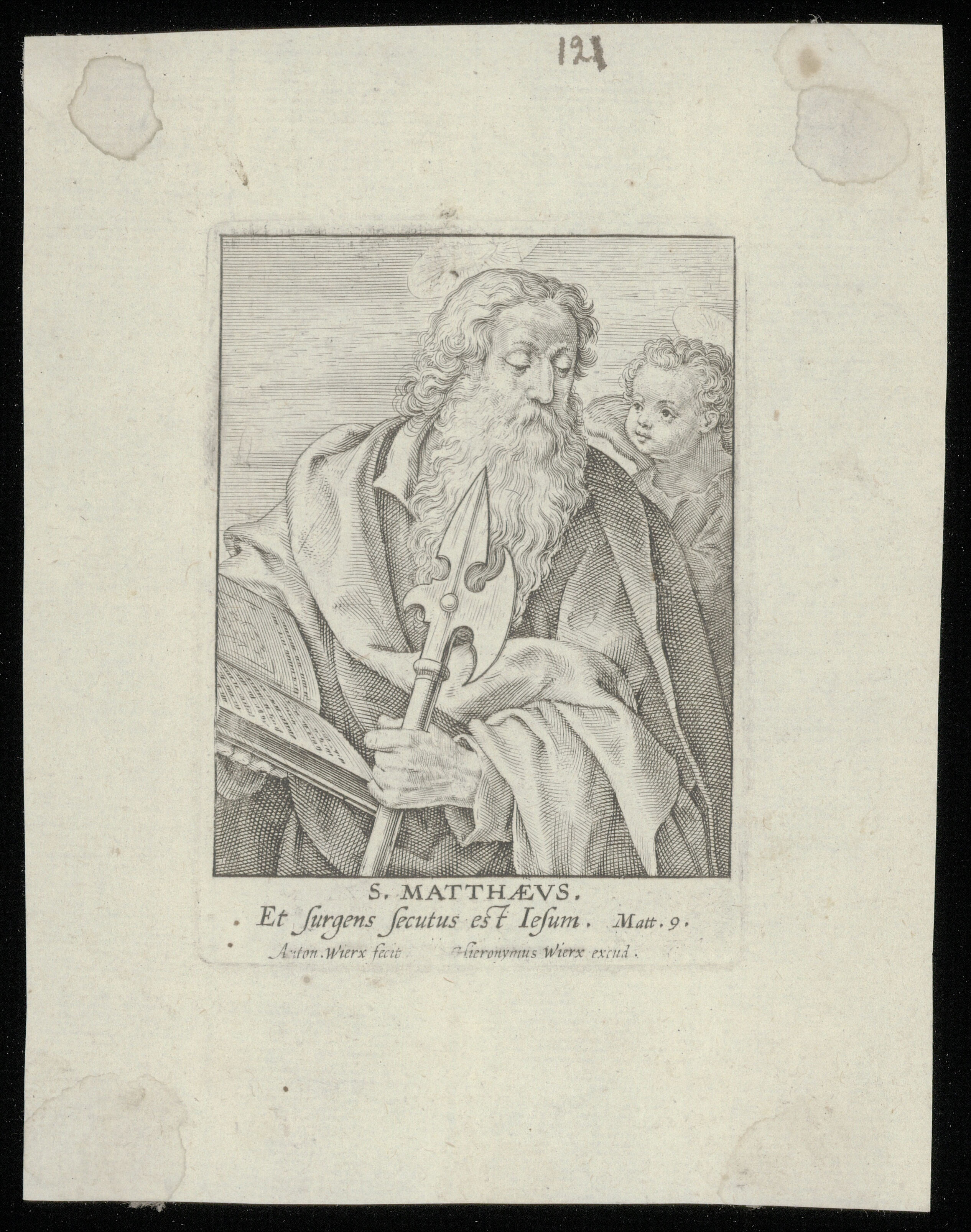
Prent van de Heilige Matteüs. Vervaardigd door Antonius Wierix; uitgegeven door Hieronymus Wierix.

Er is een discussie gaande over de taal waarin het evangelie oorspronkelijk is geschreven. Eusebius verklaart in zijn kerkgeschiedenis (323) dat Papias meldt dat Matteüs de logia (woorden, spreuken) van de Heer in het "Hebreeuwse dialect" opschreef. De precieze betekenis van de Griekse aanduiding die hij hier gebruikt, Hebraïdi dialektōi, is niet duidelijk en hij kan zowel het Hebreeuws als het Aramees bedoeld hebben. Het huidige evangelie zou dan een vertaling hiervan zijn in het Koinè-Grieks. In de interne structuur of zinsbouw is echter weinig of niets te bekennen dat op een vertaling in het Grieks vanuit een andere taal wijst. Daarnaast gebruikt Matteüs voor zijn aanhalingen uit het Oude Testament de Septuagint, de Griekse vertaling van het Oude Testament. Hoewel Matteüs vooral voor de Joden schreef, kenden dezen overal Grieks. Redenen die aangevoerd kunnen worden om een Hebreeuws of Aramees document in het Grieks te vertalen, kunnen ook gebruikt worden om het direct in het Grieks te schrijven. Ook moet opgemerkt worden dat dit evangelie nooit in een andere vorm is gevonden dan de vorm waarin we het nu bezitten. Mogelijk heeft Papias niet bedoeld aan te geven dat het evangelie in een bepaalde taal geschreven werd, maar dat het evangelie in een typisch Hebreeuwse of Joodse stijl geschreven werd, wat inderdaad het geval is.

## Synoptisch vraagstuk
De drie synoptische evangeliën (Matteüs, Marcus en Lucas) hebben veel teksten gemeen, wat op het gebruik van identieke bronnen wijst. Volgens de tweebronnentheorie, die door de meeste geleerden als verklaring van dit synoptische vraagstuk wordt gezien, putte Matteüs voor zijn evangelie uit in ieder geval twee bronnen, namelijk het evangelie volgens Marcus en een hypothetische verzameling gezegden en uitspraken van Jezus die bron Q genoemd wordt (afkorting van het Duitse Quelle, dat 'bron' betekent). Onder theologen die uitgaan van het gebruik van bron Q wordt vrij algemeen aangenomen dat Matteüs naast Marcus en Q waarschijnlijk nog wat ander materiaal tot zijn beschikking heeft gehad. Hetzelfde geldt voor Lucas. Men spreekt dan ook wel van de zgn. 'vierbronnentheorie'.
In het materiaal van Matteüs kunnen we in aansluiting hierop onderscheid maken tussen:
- de 'drievoudige traditie'; dat is materiaal dat ook in Marcus en Lucas terug te vinden is (bijvoorbeeld het "teken van de broden", Matteüs 14:13-21),
- de 'dubbele traditie': dat is materiaal dat ook in Lucas terug te vinden is maar niet in Marcus (bijvoorbeeld de "zaligsprekingen", Matteüs 5:3-10), en
- eigen materiaal van Matteüs, dat niet in Marcus of Lucas voorkomt (bijvoorbeeld informatie over Pilatus en de droom van zijn vrouw, Matteüs 27:19,24-25).

Van de 1071 verzen heeft Matteüs er 387 gemeen met Marcus en Lucas. Naast deze verzen deelt Matteüs er 130 met Marcus en 184 met Lucas. Slechts 387 zijn uniek voor Matteüs. De vraag in hoeverre het materiaal dat enkel bij Matteüs voorkomt van Matteüs zelf afkomstig is, is niet of nauwelijks te beantwoorden. Het is mogelijk dat Matteüs hiervoor gebruik heeft gemaakt van orale tradities of ons niet bekende geschreven bronnen.

## Boodschap

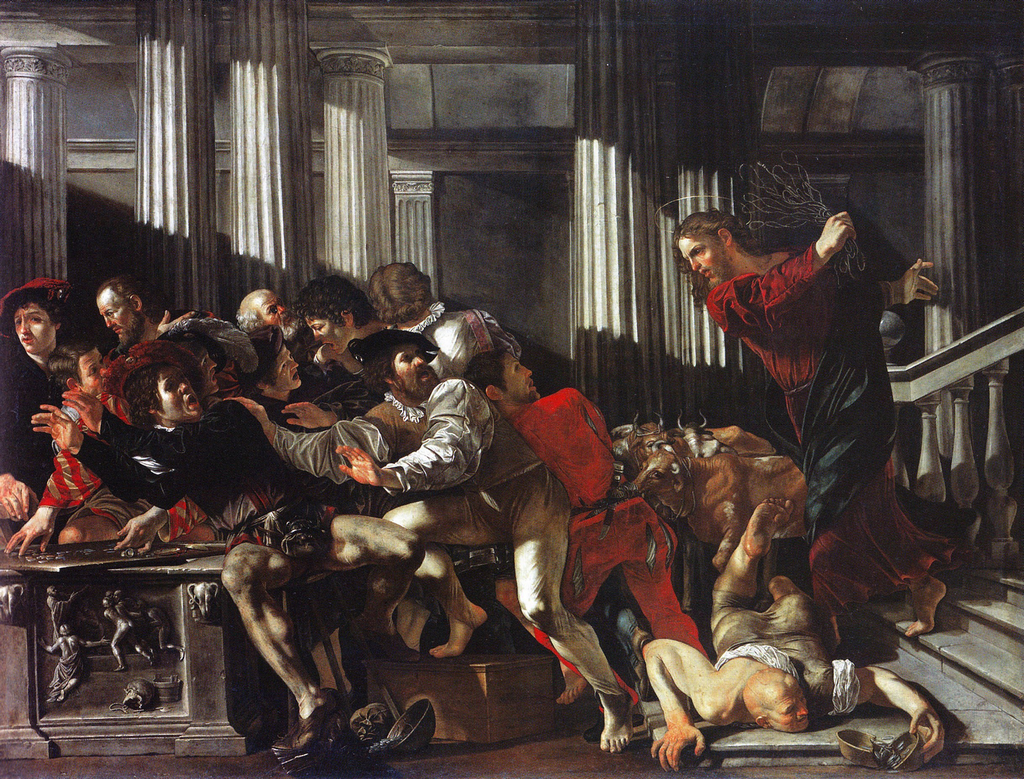
Jezus verdrijft de handelaren uit de tempel (Matteüs 21:12).

Het doel van de auteur van het evangelie volgens Matteüs is om aan te tonen dat Jezus van Nazareth de beloofde Messias is, en dat in hem de oude beloften en profetieën uit de Schrift vervuld zijn. Het evangelie wordt dan ook gekenmerkt door het veelvuldig gebruik van aanhalingen uit de Schrift en verwijzingen naar oude profetieën, waarin de beloofde Messias volgens Matteüs voorspeld of voorafgebeeld werd. Het ene doel waarvan dit boek doortrokken is, is te laten zien dat Jezus "hij is, over wie Mozes en de profeten gesproken hebben". Het evangelie biedt dan ook 65 verwijzingen naar het Oude Testament, waaronder 43 citaten; veel meer dan in een van de andere evangeliën. Twaalf keer vinden we bij Matteüs een formulering in de trant van: "zo ging in vervulling wat gezegd is [..]", telkens om aan te geven dat een bepaalde gebeurtenis in Jezus' leven al in een profetie voorzegd was (1:22, 2:5, 2:15, 2:17, 2:23, 4:14, 8:17, 12:17, 13:35, 21:4, 26:56, 27:9<). Zulke formuleringen vinden we in geen van de andere evangeliën.
Al direct in de eerste hoofdstukken maakt Matteüs zijn lezers duidelijk dat Jezus de verwachte Joodse Messias is, die een nieuwe stap vormt in de geschiedenis van het verbond tussen God en Israël. Hij begint zijn evangelie met Jezus' stamboom, waarbij hij laat zien dat Jezus afstamt van verschillende belangrijke personen uit de Joodse geschiedenis. Vervolgens vertelt hij een aantal gebeurtenissen rond Jezus' geboorte die telkens de vervulling van een profetie uit de Schrift vormen. Ook legt hij symbolische verbanden tussen Jezus en de geschiedenis van het Joodse volk: net als het volk Israël verblijven Jozef, Maria en Jezus een tijd in Egypte. Net als het volk Israël veertig jaren in de woestijn zwierf, zwerft Jezus veertig dagen in de woestijn. Net zoals Mozes aan de moord van alle jongetjes in opdracht van de farao ontsnapte, ontsnapt Jezus aan de moord op alle jongetjes in Bethlehem in opdracht van Herodes. Net zoals Mozes de berg op ging om Gods wet te ontvangen gaat Jezus de berg op om vandaar de bergrede te houden.
Voor Matteüs is Jezus dus de verwachte Joodse Messias, de nieuwe Mozes (Deuteronomium 18:15-19), die niet gekomen is om de Wet, zoals die te vinden is in de Thora, af te schaffen maar om deze haar eigenlijke, diepere betekenis te geven. De wet die Jezus in de bergrede verkondigt is geen nieuwe wet, maar een uitleg en uitwerking van de oude Wet. Deze uitwerking staat voor Matteüs in schril contrast met de manier waarop de Joodse religieuze leiders de wet uitleggen en uitvoeren. Enerzijds wijst Matteüs er telkens op dat voor Jezus de oude wet niets aan kracht verloren heeft, maar tegelijk benadrukt hij hoe weinig de Joodse leiders van die wet begrepen hebben en hoe ze met hun wetticisme juist tegen de geest van de wet zondigen. En net als alle grote Joodse profeten zal Jezus juist door degenen die zijn gezag hadden moeten herkennen worden bestreden en, uiteindelijk, ter dood gebracht worden in Jeruzalem — "Jeruzalem, dat de profeten doodt en stenigt wie naar haar toe zijn gestuurd" (Matteüs 23:37).

## Structuur
De eerste vier hoofdstukken van het evangelie vormen een inleiding. Matteüs introduceert de hoofdpersoon, Jezus de beloofde Messias, door zijn stamboom te geven en een aantal gebeurtenissen rond zijn geboorte en uit het begin van zijn leven te beschrijven. Deze inleiding wordt gevolgd door Jezus' verkondiging, die vrijwel direct begint met de bergrede, de eerste van de vijf grote redevoeringen van Jezus die het evangelie bevat. De overgang van de introductie naar het deel over de verkondigingen van Jezus wordt gemarkeerd door de mededeling: "Vanaf dat moment begon Jezus zijn verkondiging" (4:17). In hoofdstuk 16 vindt het evangelie zijn keerpunt, gemarkeerd door een soortgelijke mededeling: "Vanaf die tijd begon Jezus zijn leerlingen duidelijk te maken dat hij [..] zou moeten lijden [..] en dat hij gedood zou worden" (16:21). Hiermee begint de gang van Jezus naar Jeruzalem en de voorbereiding op zijn lijden en sterven. Het evangelie eindigt met Jezus' opstanding en de opdracht van Jezus aan de leerlingen om het evangelie over de hele aarde te verspreiden.
In het algemeen gesproken speelt 1:1-4:11 zich af in Bethlehem, Egypte en Nazareth, 4:12-18:35 in Galilea, terwijl vanaf 19:1 de plaats van handeling Judea en Jeruzalem is. De eerste 10 hoofdstukken bevatten onderwijs aan 'de schare', terwijl Jezus zich in de latere hoofdstukken meer op het onderwijs aan zijn leerlingen richt.
Het boek kan op verschillende manieren worden ingedeeld. We geven er hier een:
1. Inleiding en achtergrond (hoofdstuk 1-2): Jezus' geslachtsregister, zijn geboorte, de wijzen uit het Oosten en de vlucht naar Egypte.
2. Het begin van Jezus' optreden (hoofdstuk 3-4): het optreden van Johannes de Doper, de verzoeking in de woestijn, zijn eerste optreden en de roeping van de eerste leerlingen.
3. Eerste rede: de Bergrede (hoofdstuk 5-7): in dit deel gebruikt de schrijver de term het koninkrijk van de hemel of koninkrijk der hemelen van Acht Zaligheden. Door deze woordkeus vermijdt hij enerzijds een conflict met het Romeinse gezag en beantwoordt Jezus anderzijds de vraag waarom hij zijn volk niet als koning David bevrijdde van de Romeinse bezetters.
4. Diverse wonderen (hoofdstuk 8-12)
met daartussenin de tweede rede (9:35 - 10:42)
5. Derde rede (hoofdstuk 13): gelijkenissen
6. Diverse optredens (hoofdstuk 14-20): in verschillende delen stelt Jezus de hypocrisie van de toenmalige joodse leiders en partijen aan de kaak: 16:1-12; 18:6-14; 20:1-16; 21:12-22:14; 22:23-23:36. De tegenstand tegen Jezus' optreden en woorden groeit.
met daartussenin de vierde rede (17:24 - 18:35)
7. Vijfde rede (hoofdstukken 24-25)
8. Zijn lijden, sterven en opstanding (26:1 - 28:15).
9. De zendingsopdracht (28:16 - 28:20)

## Het evangelie volgens Matteüs en antisemitisme
Sommige critici menen dat het evangelie volgens Matteüs antisemitisch is, of dat het antisemitisme lijkt op te roepen. Het boek zou de wijze waarop christenen de Joden bezien of bezien hebben, met name in de middeleeuwen, negatief hebben beïnvloed.
Matteüs is in veel opzichten een typisch Joods evangelie. Voor de schrijver, waarschijnlijk zelf een Jood, zijn de Joodse schrift en Wet onaantastbaar. Vanaf het begin presenteert hij Jezus als de Joodse Messias, die de Joodse Schrift niet afschaft maar vervult, die de Joodse Wet niet vervangt maar deze zijn uiteindelijke invulling geeft. Tegelijk bekritiseert de auteur de houding en levenswijze van de Joden in zijn dagen. De meeste van deze passages betreffen (de leiders van) de belangrijke religieuze partijen in die tijd, die volgens de auteur schijnheilig zijn, een verkeerd begrip van de Joodse religie hebben en het volk misleiden. Deze scheiding is echter niet overal zo duidelijk. Bij de veroordeling van Jezus door Pilatus vertelt Matteüs hoe uiteindelijk het hele volk roept: "Zijn bloed kome over ons, en over onze kinderen". Met deze typisch Joodse uitdrukking, die bij de andere evangelisten niet vermeld wordt, lijkt Matteüs de schuld van het hele volk aan Jezus' veroordeling te willen benadrukken. Hetzelfde geldt voor het detail van Pilatus die zijn handen wast om aan te geven dat de schuld van Jezus' veroordeling niet bij hem ligt maar bij het volk. Ook deze rituele handenwassing is typisch Joods en wordt alleen door Matteüs vermeld. Het beeld van Pilatus dat we uit andere bronnen hebben is overigens niet dat van iemand die zich erg druk maakte over rechtvaardigheid en gewetenszaken. Als Pilatus al getalmd heeft alvorens Jezus ter dood te veroordelen zal dat eerder geweest zijn om de Joden te irriteren dan vanwege zijn twijfel over Jezus' schuld.
Het evangelie volgens Matteüs is dus het meest Joodse evangelie enerzijds en tegelijk het meest anti-Joodse evangelie anderzijds. Dit is mogelijk het resultaat van de problemen waar de schrijver en beoogde lezers van het evangelie voor gesteld werden wat betreft de relatie tussen het jodendom en het christendom, problemen die ook elders in het Nieuwe Testament regelmatig aan de orde komen. Problemen die vooral te maken hadden met het feit dat het christendom, dat in eerste instantie niet meer dan een Joodse sekte was, steeds verder van het jodendom af kwam te staan, iets wat vooral voor Joodse christenen - zoals waarschijnlijk de auteur van dit evangelie - moeilijk te begrijpen en te accepteren was.

## Matthäus-Passion
Johann Sebastian Bach componeerde een oratorium, de Matthäus-Passion, BWV 244 (1736), gebaseerd op het lijdensverhaal van dit evangelie. Het werk bevat de letterlijke tekst van dit lijdensverhaal (grotendeels gezongen door de evangelist en de solisten), afgewisseld met koralen en beschouwende gedeelten.

## Film
De Italiaanse regisseur Pier Paolo Pasolini baseerde een film op dit evangelie, Il Vangelo secondo Matteo (1964). Een van de bijzonderheden van deze film is dat uitsluitend letterlijke aanhalingen uit het evangelie worden gesproken.